# 棲蘭遠環蚓
棲蘭遠環蚓（学名：Amynthas chilanensis）为巨蚓科遠環蚓屬下的一个种。